# Боице
Боице (њем. Boitze) општина је у њемачкој савезној држави Доња Саксонија. Једно је од 43 општинска средишта округа Линебург. Према процјени из 2010. у општини је живјело 408 становника. Посједује регионалну шифру (AGS) 3355010.

## Географски и демографски подаци
Боице се налази у савезној држави Доња Саксонија у округу Линебург. Општина се налази на надморској висини од 61 метра. Површина општине износи 25,4 km². У самом мјесту је, према процјени из 2010. године, живјело 408 становника. Просјечна густина становништва износи 16 становника/km².

## Међународна сарадња
| Мјесто      | Држава    | Врста сарадње | Од    |
| ----------- | --------- | ------------- | ----- |
| Грамсберген | Холандија | партнерство   | 1976. |
|             | Француска | партнерство   | 1981. |
| Извор       |           |               |       |